# Schurs sats
Schurs sats är en sats inom linjär algebra och är uppkallad efter den judiske matematikern Issai Schur som bland annat studerade under Ferdinand Georg Frobenius. Enligt satsen kan alla n × n-matriser, i någon bas, representeras av en uppåt triangulär matris.

## Schurs sats
Låt {\displaystyle A:V\rightarrow V} vara en linjär avbildning och {\displaystyle V} vara ett (komplext) vektorrum. Då finns det en ortonormerad bas för V så att A i denna bas representeras av en uppåt triangulär matris, det vill säga alla n × n-matriser kan skrivas på formen 
{\displaystyle A=UTU^{-1}\,}
där U är en unitär matris (inversen av U är lika med det hermiteska konjugatet för U) och T är en uppåt triangulär matris med egenvärdena till A på diagonalen.

## Bevis
Satsen bevisas genom matematisk induktion.
Låt {\displaystyle V} vara ett vektorrum och {\displaystyle A:V\rightarrow V} vara en linjär avbildning.
- Satsen är sann om {\displaystyle \dim(V)=1} (då en 1 × 1-matris är uppåt triangulär).
- Antag att satsen är sann då {\displaystyle \dim(V)=n-1}.

Låt {\displaystyle {\bar {u}}_{1}} vara en normerad egenvektor till A som hör till egenvärdet {\displaystyle \lambda _{1}}, dvs
{\displaystyle A{\bar {u}}_{1}=\lambda _{1}{\bar {u}}_{1},\ {\begin{Vmatrix}{\bar {u}}_{1}\end{Vmatrix}}=1}.
Låt nu W vara det ortogonala komplementet till {\displaystyle {\bar {u}}_{1}}, 
{\displaystyle W=\left[{\bar {u}}_{1}\right]^{\perp }}.
Dimensionen för W blir då {\displaystyle \dim(V)-1=n-1}.

Låt vektorerna {\displaystyle {\bar {v}}_{2},{\bar {v}}_{3},\cdots ,{\bar {v}}_{n}} vara en ortonormerad bas för W.
Då utgör {\displaystyle {\bar {u}}_{1},{\bar {v}}_{2},{\bar {v}}_{3},\cdots ,{\bar {v}}_{n}} en ortonormerad bas för V.
I denna bas representeras A av matrisen
{\displaystyle {\begin{pmatrix}\lambda _{1}&*&\cdots &*\\0&b_{11}&\cdots &b_{1n}\\\vdots &\vdots &\ddots &\vdots \\0&b_{n1}&\cdots &b_{nn}\end{pmatrix}}}
Första kolonnen består endast av egenvärdet {\displaystyle \lambda _{1}} följt av nollor. Alla element till höger om {\displaystyle \lambda _{1}} på första raden är ointressanta.
Däremot låter vi det nedre högra blocket definiera en ny avblidning {\displaystyle B:W\rightarrow W}.

Då {\displaystyle \dim(W)=n-1} så finns enligt antagandet en ortonormerad bas {\displaystyle {\bar {u}}_{2},{\bar {u}}_{3},\cdots ,{\bar {u}}_{n}} för {\displaystyle W} så att B övergår i uppåt triangulär form i denna bas, vilket medför att även {\displaystyle A}, i basen {\displaystyle {\bar {u}}_{1},{\bar {u}}_{2},{\bar {u}}_{3},\cdots ,{\bar {u}}_{n}},  övergår uppåt i triangulär form.